# Bathypyura celata
Bathypyura celata är en sjöpungsart som beskrevs av Monniot 1973. Bathypyura celata ingår i släktet Bathypyura och familjen lädermantlade sjöpungar. Inga underarter finns listade.